# アフプアア

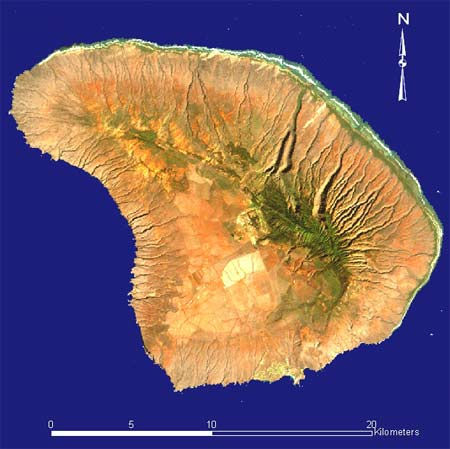
ラナイ島。火山島であるハワイ諸島は、溶岩の流れ道として無数の渓谷が誕生した。

アフプアア（ハワイ語: Ahupuaʻa）は、古代のハワイ諸島における土地支配概念のこと。あるいはその構成概念のいち単位。12世紀前後の階級制度の出現とともに生まれたが、ジェームズ・クック来航以降、ハワイ王国において土地の私有化という概念が広まり、1848年の土地法成立によってその多くが崩壊した。

## 概要
アフプアアは山頂から海岸までの渓谷の範囲をひとつの共同生活区域と規定し、自給自足的な経済社会が発展した。この境界線にブタの頭を模した木製偶像が備えられたことからこの概念をアフ（頭）プアア（ブタ）と呼称するようになった。規模は40ヘクタールから4000ヘクタールまで大小さまざまで、アリイ（Ali'i）と呼ばれる族長を中心とした民族集団が形成され、その土地で得られるすべてを共有しつつ生活を行っていた。各アフプアアは山の上から海に向かって細長くなっていて、煽状形になっているのが普通である。

## 支配単位
アフプアアにおける土地の支配単位の呼称として、最も大きいものからアウプニまたはモイ、モクプニ、モク、アフプアア、イリアイナと続いた。構成単位の概要は以下の通りである。
| 名称             | 支配者                   | 支配地                                                     |
| ---------------- | ------------------------ | ---------------------------------------------------------- |
| アウプニ（モイ） | アリイ・アイ・アウプニ   | ハワイ諸島全土を意味する構成単位。                         |
| モクプニ         | アリイ・ヌイ             | 大きい島での構成単位。現代の構成郡とほぼ同じ。             |
| モク             | アリイ・アイ・モク       | 島内を地域ごとに分けた構成単位。現代の行政区分とほぼ同じ。 |
| アフプアア       | アリイ・アイ・アフプアア | 山頂から海岸までの稜線による地域区分。                     |
| イリアイナ       | -                        | 家族の生活単位。                                           |

アリイ・アイ・アフプアアまでの支配者はその上位の支配者によって統治を任命され、各々の土地のコノヒキ（指導者）として土地経営にあたった。